# تل بشت بشتة
تل بشت بشتة (بالفارسية: تپه پشت پشته) هو تل تاريخي يعود إلى الألفية الأولى قبل الميلاد، ويقع في مقاطعة كوهسرخ، 3 كم شرق قرية بند قراء.